# Jean-Baptiste Millet

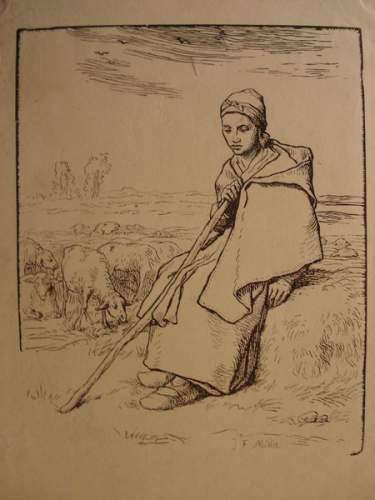
La grande bergère, ca. 1874, naar een schilderij van Jean-François Millet

Jean-Baptiste Millet  (Gréville-Hague, 17 juni 1830 – Auvers-sur-Oise, 1906) was een Franse kunstschilder en graficus uit la Manche, leerling en jongere broer van Jean-François Millet.
Hij was een boerenzoon uit Normandië. Boerenarbeid en landschappen zijn de hoofdmotieven in zijn tekeningen en aquarellen. Hij graveerde meerdere werken van zijn bekendere broer Jean-François. Jean-Baptiste exposeerde herhaaldelijk op de Salon van Parijs en in 1876 nam hij met tien werken deel aan de tweede impressionistische tentoonstelling in de galerie van Paul Durand-Ruel in Parijs.

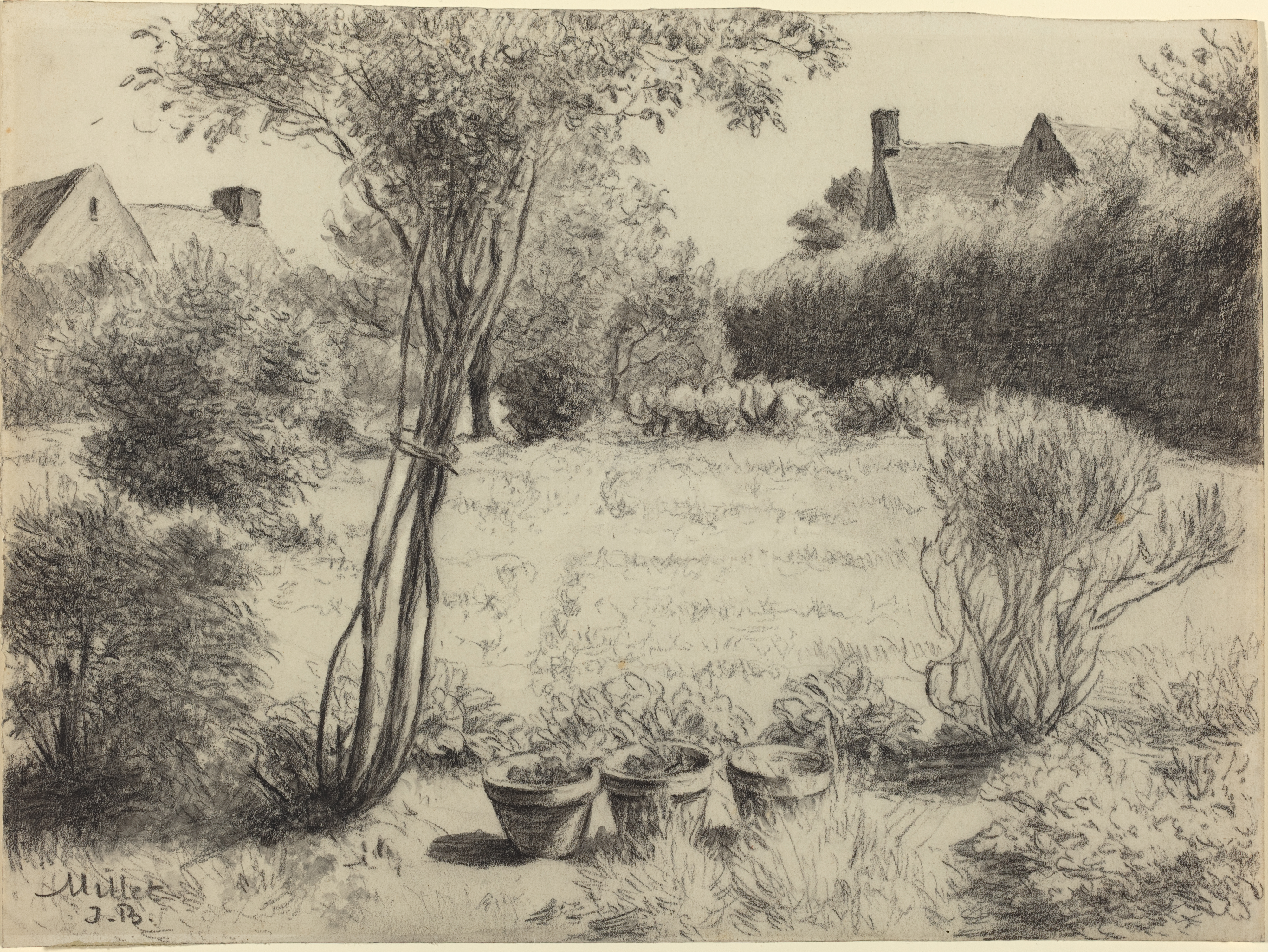
Tuin in het zonlicht, National Gallery of Art, Washington

Jean-Baptiste Millet vond zijn laatste rustplaats op het kerkhof van Auvers-sur-Oise op enkele passen van het graf van Theo en Vincent van Gogh.
In 1914-1915 doneerde een aangetrouwde neef van de Millets, dokter Ono, zijn (bijna) volledige collectie aan de stad Cherbourg. Het is dan ook in het Musée Thomas Henry in Cherbourg dat men een gedeelte van de werken van Jean-Baptiste Millet kan bezichtigen.